# 駐日ドイツ大使館

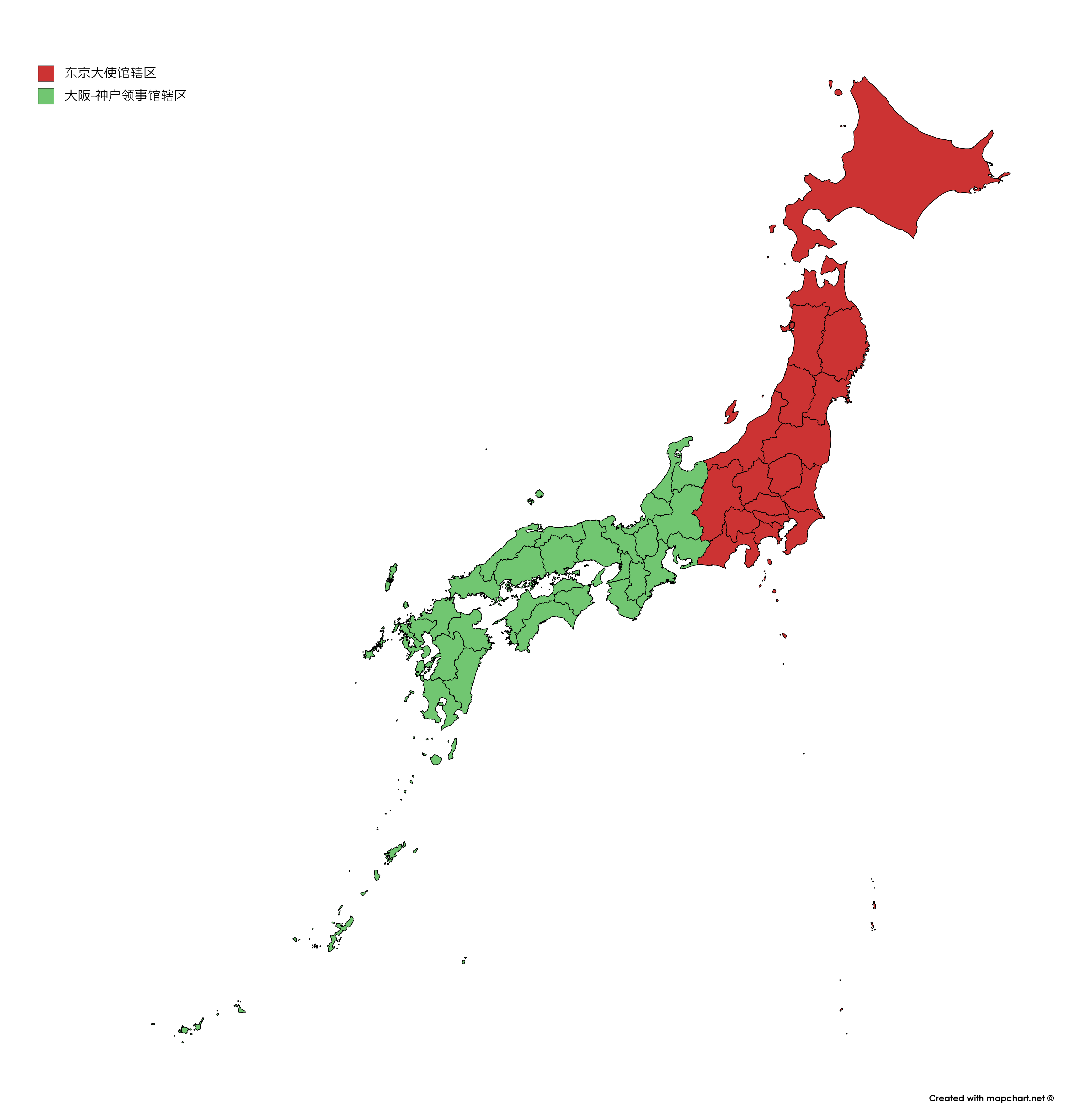
駐日ドイツ大使館の管轄区域（赤）／在大阪・神戸ドイツ総領事館の管轄区域（緑）

駐日ドイツ大使館（ちゅうにちドイツたいしかん、ドイツ語: Deutsche Botschaft Tokio）は、ドイツ連邦共和国が日本に設置している大使館である。

ドイツ国旗

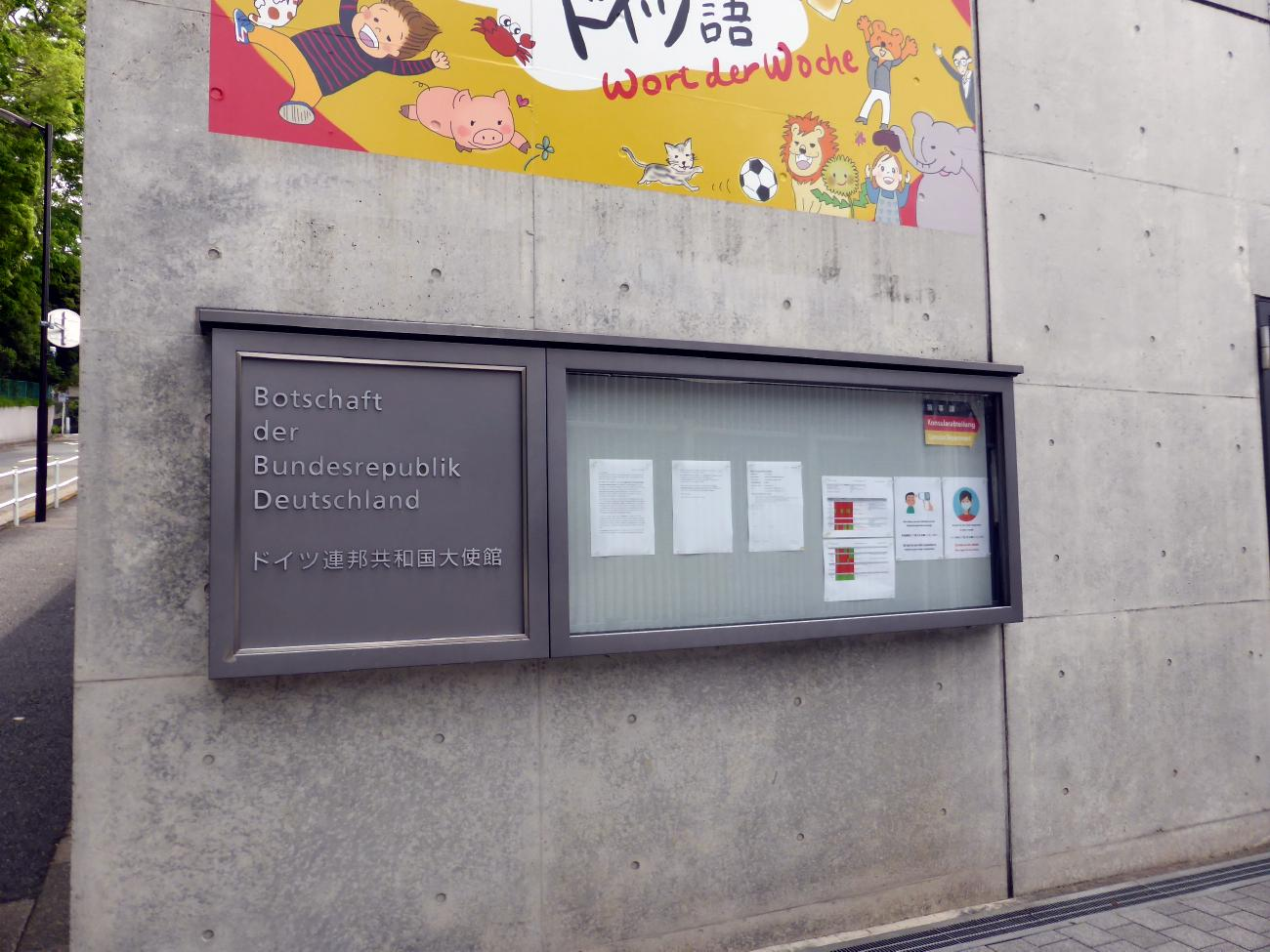
ドイツ大使館表札と掲示板

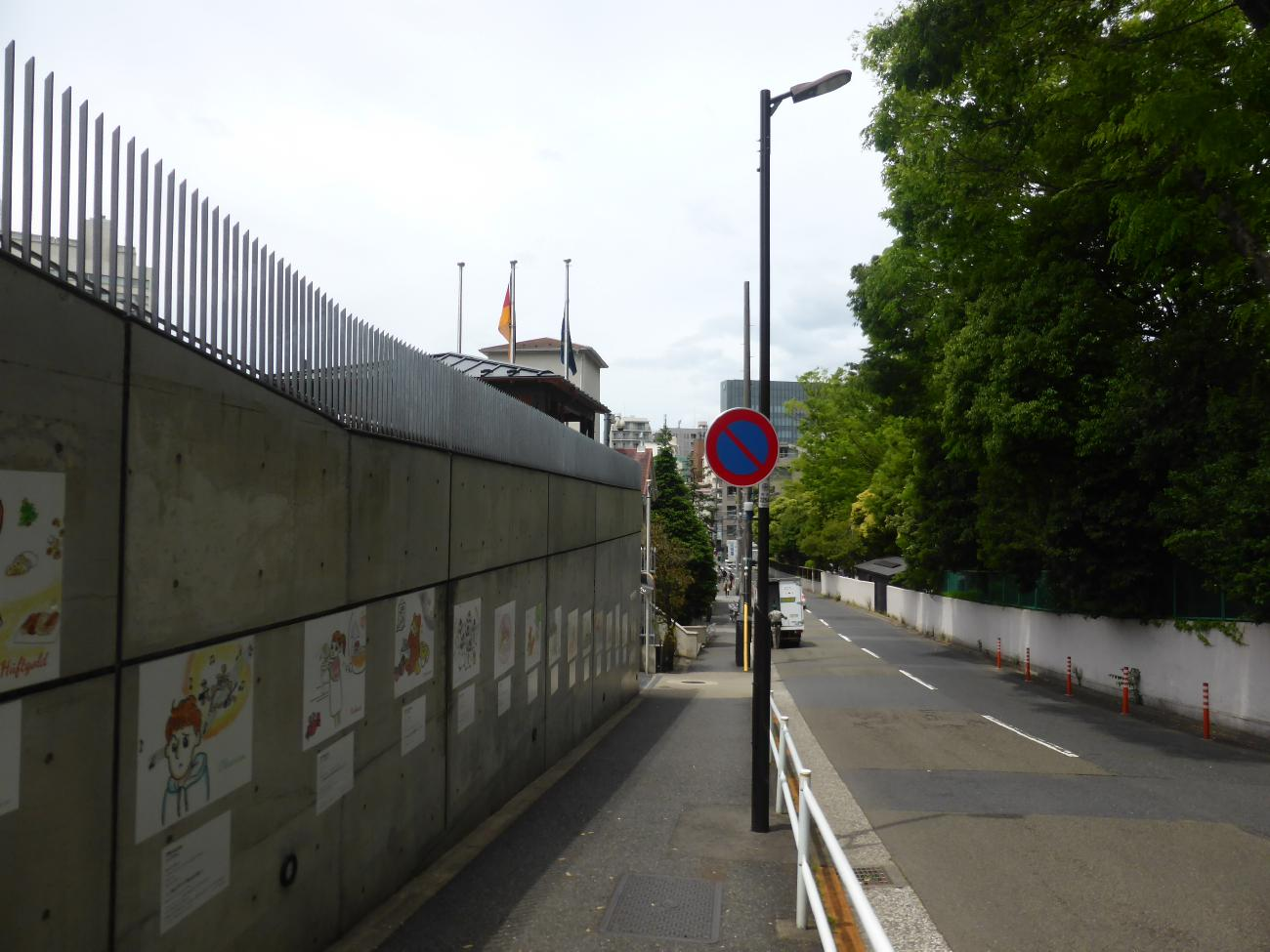
ドイツ大使館と有栖川宮記念公園

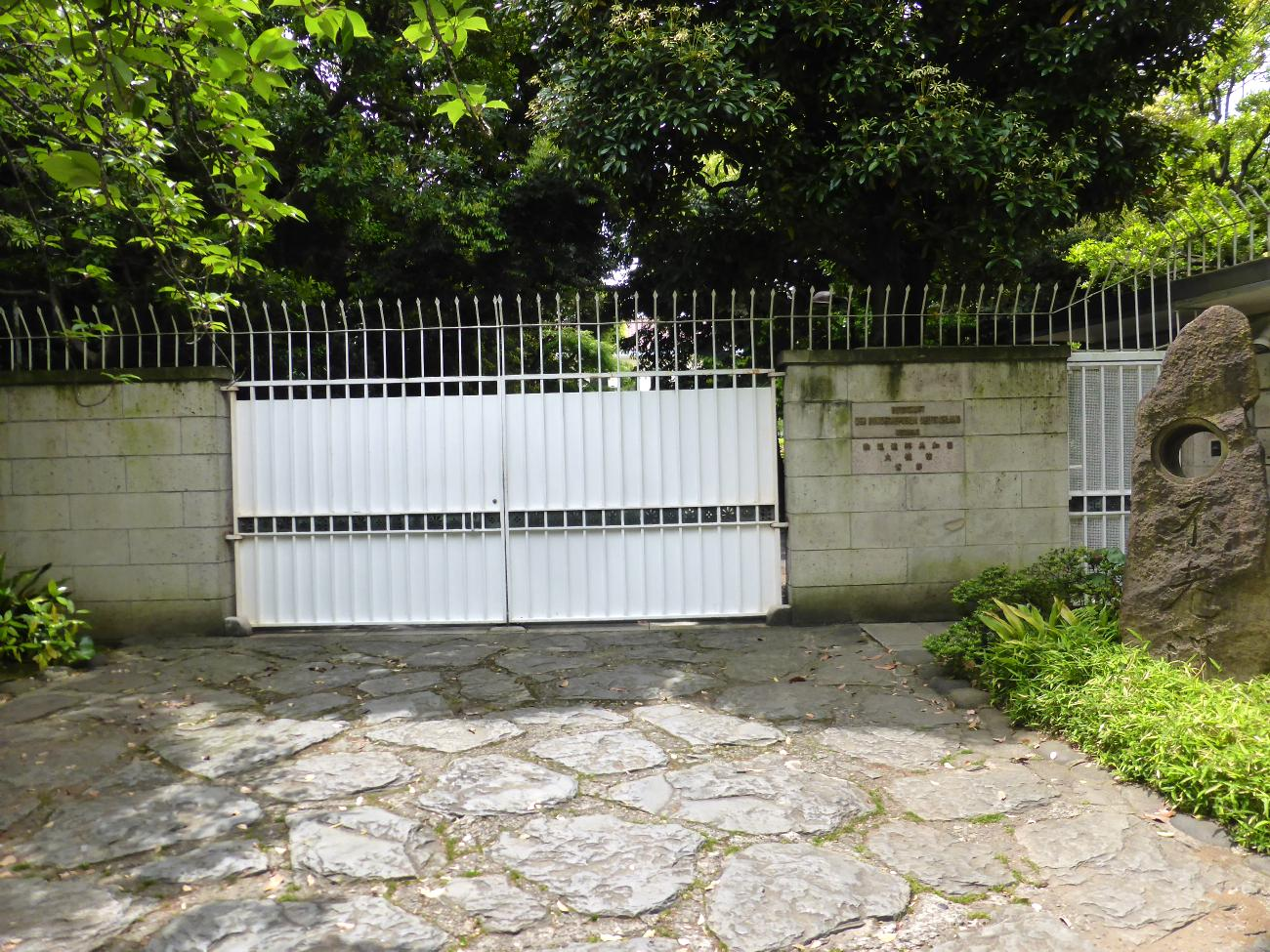
ドイツ大使公邸は大使館の高台にある

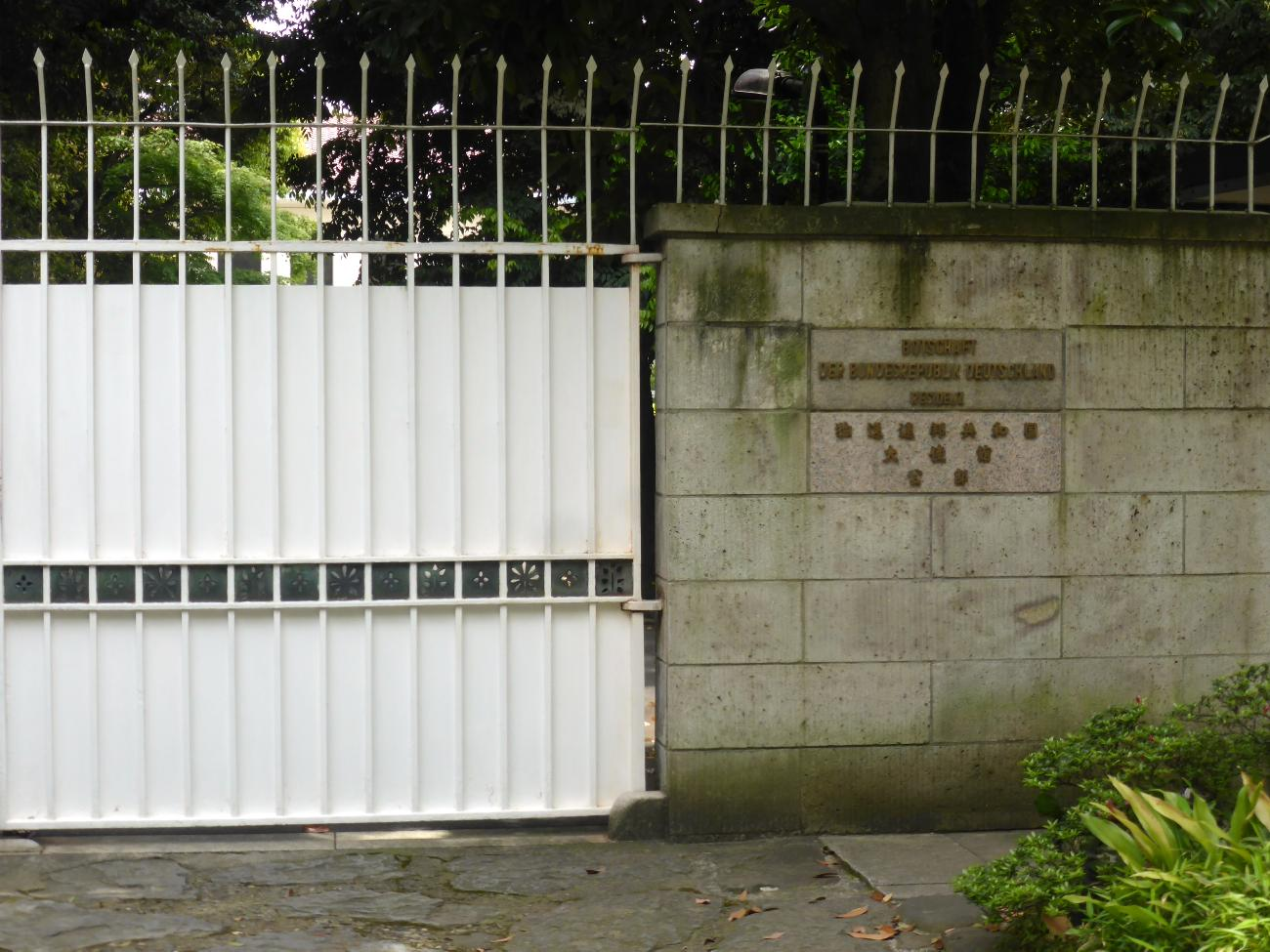
ドイツ大使公邸表札

## 概要
2024年10月28日より、ペトラ・シグムンドが特命全権大使を務めている。
北海道と東北地方、関東甲信越・静岡県を管轄する（西日本は大阪の大阪・神戸総領事館が管轄している）。敷地内には大使館と総領事館が設置されており、小中学生を対象にした絵画コンテストや修学旅行生の大使館訪問の受け入れなど、様々な活動を行っている。

## 歴史

### 設立
1863年1月に横浜市に設けられ、その後1865年に現在の東京都港区高輪に移設した。当時は公使館であり、1897年にジョサイア・コンドルの設計で千代田区に移され、現在の国立国会図書館東京本館の位置にあった。

### 両大戦間
1914年から始まった第一次世界大戦時には、後の日独開戦時に国交断絶により閉鎖された館員は抑留されたものの、ドイツの敗北により終結し、戦後まもなく再開した。
その後、1933年に政権を獲得したナチ党のヨアヒム・フォン・リッベントロップ外相は、日本との連携を重視し、1936年には日独防共協定を結んだ上、第二次世界大戦に突入した後の1940年には、日独伊三国同盟を締結したことで、ますます関係が密接化していった。そのような中でヘルベルト・フォン・ディルクセンやオイゲン・オットが駐日大使を務めた。
オット大使は「フランクフルター・ツァイトゥング」の特派員で、ナチ党員のリヒャルト・ゾルゲを私的（その後公的）顧問としていたが、1941年10月に所謂「ゾルゲ事件」でゾルゲが逮捕された後、1942年11月に大使を解任された。

### 再度の閉鎖
日本が太平洋戦争に突入した後、1944年夏まで東京で活動していたが、連合軍の空襲の可能性が出てきたことにより、一部の通信班を残してハインリヒ・ゲオルク・スターマー大使らは、箱根町宮ノ下の富士屋ホテルに、残りは河口湖畔の富士ビューホテルとと世田谷区成城に分離疎開した。
1945年4月30日のアドルフ・ヒトラーの自殺に際しては、2日後の5月2日にノルウェー・オスロのドイツ軍放送で知り、日本政府にその旨を報告した。都内に残った大使館員は、恐らく世界の公的機関として唯一の追悼式を行い、ヒトラーの死を悼んだが、当時の日本政府の反応は冷淡で、外務省の儀典課長を参列させたのみで、弔電や半旗の掲揚などは行わなかった。
その後、5月9日にフレンスブルク政府が無条件降伏し、連合国によって行われたベルリン宣言により、ドイツに中央政府は存在せず、全土が連合国の統治下に入る旨が決定した。これに伴い1か月後の6月8日、外務省は「ドイツ政府はもはや存在しない」として、ドイツ大使館並びにドイツ領事館の職務執行停止を正式に通告したことで、駐日ドイツ大使及び外交官としての地位を喪失した。なお、この際に日本政府は「独逸国大使」のスターマー宛に、5月25日の東京大空襲で焼失したドイツ大使館の跡地を、外務省の管理下に移すことを通知している。
その後スターマー大使以下大使館員は、富士屋ホテルと河口湖に全員軟禁されたが、大使館付警察武官兼SD代表のヨーゼフ・マイジンガーは、この様な状況にも拘らず、反ナチ的な言動をする大使館員の動向を特高に伝えるなどしたため、フランツ・クラブフら大使館員たちは、もはや法的根拠のないマイジンガーの行動を停止させようとして、日本の外務省に抗議した。しかし、マイジンガーは特高との個人的関係で動いており、外務省の管轄外であったため、これを制止しなかった。

### 分裂と再統一
8月15日に日本も降伏し、第二次世界大戦が終結、マイジンガーは河口湖で連合国により逮捕された。1946年に入ると旧大使館員は連合国によってドイツ本国に送還された。
大戦後のドイツ分裂を受け、その後の日本と西ドイツと東ドイツとの国交樹立以降は、両国の大使館に別れた（東ドイツ大使館は港区赤坂に設けられた）。しかし、1990年のドイツ再統一により、大使館も東ドイツ大使館を吸収する形で「再統一」された。

## 所在地
- 東京都港区南麻布四丁目5-10
- 日比谷線広尾駅1番出口から徒歩5分。
- かつて隣地に移転前の総務省自治大学校があった。